# Omaha Knights (1959–1975)
Die Omaha Knights waren ein US-amerikanisches Eishockeyfranchise der International Hockey League aus Omaha, Nebraska. Ihre Heimspielstätte war das Ak-Sar-Ben Coliseum.

## Geschichte
Die Omaha Knights wurden 1959 als Franchise der International Hockey League gegründet. In ihrer ersten Saison konnten die Knights in 67 Hauptrundenspielen 35 Punkte erreichen. Damit qualifizierten sie sich nicht für die Play-offs um den Turner Cup. Während der Spielzeiten 1961/62 und 1962/63 gewann der damalige Torwart der Knights, Glenn Ramsay, die James Norris Memorial Trophy für den Torwart mit dem geringsten Gegentorschnitt der Hauptrunde. Des Weiteren wurde John Gravel 1963 mit der Garry F. Longman Memorial Trophy für den besten Nachwuchsspieler ausgezeichnet.
Im Sommer 1963 wechselte der Klub in die Central Professional Hockey League, die 1968 in Central Hockey League umbenannt wurde. Den Platz der Knights in der International Hockey League übernahmen die Toledo Blades. Die Knights gewannen 1964 erstmals den Adams Cup. Nach der Saison 1964/65 musste das Ak-Sar-Ben Coliseum renoviert werden und die Knights stellten den Spielbetrieb ein und überließen ihre CHL-Lizenz den Houston Apollos. Als das Stadion zu Ende renoviert war, nahm man zur Saison 1966/67 wieder den Spielbetrieb auf und erwarb zu diesem Zweck die Lizenz der Minnesota Rangers. In der Folgezeit konnten die Knights an ihre früheren Erfolge anschließen und gewannen 1970, 1971 und 1973 erneut den Adams Cup, die Meisterschaft der Central Hockey League und zählten somit zusammen mit den Dallas Black Hawks, die ebenfalls vier Meisterschaften errangen, zu den erfolgreichsten Teams der im Jahr 1984 aufgelösten Liga. Dort spielten die Knights bis 1975, ehe der Klub im selben Jahr aufgelöst wurde.

## Bekannte Spieler
| - Steve Durbano - Steve Vickers - Don Luce - Jerry Butler | - Walt Tkaczuk - Fred Shero - Ernie Wakely - Claude Larose |